# Глобален индекс на глада
Глобалният индекс на глада е количествена характеристика за световния глад и недохранване. Изчислява се от Международния изследователски институт за продоволствена политика. За първи път е определен съвместно с две неправителствени организации – немската „Велтхунгерхилфе“ и ирландската „Всемирна грижа“ (Concern Woldwide). През 2008 г. отчитането му започва да се извършва за 120 развиващи се и нови индустриални страни.

## Класация
От 120 развиващи се страни 88 получават оценки сходни с оценките за продоволствена безопасност през 1990 г. За останалите държави индексът е под 5 и затова не са отчетени.
За 1990 г. за България индексът е 8.1. През 1995 г. нараства на 10.2, през 2000 г. спада до 9.4, 2005 – 9.2, 2015 – 8.5.